# ماریانا هیل
ماریانا هیل (انگلیسی: Marianna Hill؛ زادهٔ ۹ فوریهٔ ۱۹۴۲) یک هنرپیشه اهل ایالات متحده آمریکا است.

## گزیده فیلم‌شناسی
او در بیش از هفتاد قسمت فیلم و تلویزیون ظاهر شد. از فیلم‌ها یا برنامه‌های تلویزیونی که وی در آن نقش داشته‌است می‌توان به آثار زیر اشاره کرد.
- دود اسلحه (۱۹۶۳)
- بونانزا (۱۹۶۴)
- خط قرمز ۷۰۰۰ (۱۹۶۵)
- بتمن (مجموعه تلویزیونی) (۱۹۶۷)
- رسانه‌ها احساس ندارند (۱۹۶۹)
- چاپارل (مجموعه تلویزیونی) (۱۹۶۹)
- دنیل بون (۱۹۶۹)
- می‌بری آر. اف. دی (۱۹۶۹)
- ال کندور (۱۹۷۰)
- نوزاد (فیلم ۱۹۷۳) (۱۹۷۳)
- غریبه دشت‌های بالا (۱۹۷۳)
- پدرخوانده: قسمت دوم (۱۹۷۴)
- اسکیزویید (فیلم) (۱۹۸۰)